# Parazamimus congolensis
Parazamimus congolensis är en tvåvingeart som beskrevs av Verbeke 1962. Parazamimus congolensis ingår i släktet Parazamimus och familjen gråsuggeflugor.
Artens utbredningsområde är Kongo. Inga underarter finns listade i Catalogue of Life.